# Objectif dans les nuages
Pour plus de détails, voir Fiche technique et Distribution.
Objectif dans les nuages (Ziel in den Wolken) est un film allemand réalisé par Wolfgang Liebeneiner sorti en 1939.
Il s'agit de l'adaptation du roman Das Ziel in den Wolken de Hans Rabl.
Le film est un hommage aux pionniers allemands de l'aviation, notamment militaire. La propagande nazie est moins appuyée dans ce film que d'autres films sur l'aviation ; la Fondation Friedrich Wilhelm Murnau l'a diffusé à l'occasion du 110e anniversaire de Wolfgang Liebeneiner en 2015 et le film peut être regardé par un public large.

## Synopsis
Allemagne, 1909. L'Oberleutenant Walter von Suhr poursuit une carrière militaire et s'apprête à épouser Tilde von Grävenitz, la fille du président du district de Potsdam. Lors de sa visite à la première Semaine Internationale de l'Aviation à Johannisthal, Walter devient passionné d'aviation et souhaite devenir lui-même pilote. Il voit l'avenir de l'aviation, en particulier pour les militaires. Il se voit refuser un congé spécial pour la formation des pilotes. Il quitte donc son service militaire afin de développer un avion de combat fiable avec le serrurier Ewald Menzel. Ni ses parents ni ceux de son épouse ne sont enthousiasmés par ces projets. Cependant, son épouse Tilde lui reste fidèle.
À l'aérodrome de Johannisthal, il doit faire face à des concurrents et trouver des bailleurs de fonds. Un bon ami a un accident mortel. Mais à la fin, von Suhr peut prouver ses compétences.

## Fiche technique
- Titre français : Objectif dans les nuages[4]
- Titre original : Ziel in den Wolken
- Réalisation : Wolfgang Liebeneiner
- Scénario : Philipp Lothar Mayring, Eberhard Frowein (de)
- Musique : Wolfgang Zeller
- Direction artistique : Otto Erdmann, Hans Sohnle (de), Wilhelm Vorwerg
- Photographie : Hans Schneeberger, Eberhard von der Heyden
- Son : Erich Schmidt
- Montage : Helmuth Schönnenbeck (de)
- Production : Alfred Greven
- Sociétés de production : Terra Filmkunst
- Sociétés de distribution : Terra-Filmverleih
- Pays de production :  Reich allemand
- Langue : allemand
- Format : Noir et blanc - 1,37:1 - Mono - 35 mm
- Genre : Drame
- Durée : 99 minutes
- Dates de sortie :
  - Troisième Reich : 10 mars 1939
  - France : 11 février 1944[4]

## Distribution
- Albert Matterstock (de) : Walter von Suhr
- Leny Marenbach (de) : Tilde von Grävenitz
- Brigitte Horney : Margot Boje
- Werner Fuetterer : Dieter von Kamphausen
- Volker von Collande (de) : Ewald Menzel
- Christian Kayßler : Krasselt
- Margarete Kupfer : La mère Menzel
- Gisela von Collande : La fille Elsi Menzel
- Franz Weber (de) : Le baron von Suhr
- Werner Schott : Hauptmann von Selbitz
- Hans Grade : Hans Grade

## Production
L'aérodrome de Johannisthal sert pendant le Troisième Reich de terrain d'essai pour l'armement secret de la Wehrmacht, il est donc reconstitué sur celui de Borkheide, l'aérodrome de Hans Grade.
Hans Grade vole avec son Grade II (de) de son invention en 1909. Le film utilise des répliques de Farman III, Blériot XI et Wright B.
À la fin du film, on revient en 1939, le film se termine par un défilé aérien de bombardiers Junkers Ju 52 et de chasseurs biplans (Arado Ar 68, Heinkel He 51).

## Article annexe
- Liste des longs métrages allemands créés sous le nazisme